# Ghala Nefhi
Ghala Nefhi är ett distrikt i Eritrea.   Det ligger i regionen Maakel, i den centrala delen av landet, 19 km sydväst om huvudstaden Asmara. Antalet invånare är 45 000.